# Stazione di Jordanstown
La stazione di Jordanstown ( in inglese britannico Jordanstown railway station) è una stazione ferroviaria che fornisce servizio a Jordanstown, contea di Antrim, Irlanda del Nord. Attualmente l'unica linea che vi passa è la Belfast-Larne. La stazione fu aperta il 1º febbraio 1853 e la sua struttura iniziale fu demolita negli anni 80 del XX secolo per essere sostituita da una più moderna e sicura. Prima di questo cambiamento la stazione era dotata di personale e aveva un passaggio a livello manuale. Ora non è dotata di personale di servizio e il passaggio a livello è controllato automaticamente da specifici dispositivi elettronici.
Per diminuire il congestionamento della Jordanstown Road sarà costruito un passaggio per biciclette insieme ad un parcheggio di fianco a questa stazione.

## Treni
Da lunedì a sabato c'è un treno ogni mezzora verso Larne Harbour (in un'ora un treno si ferma a Carrickfergus, l'altro prosegue verso Larne) e un treno ogni mezzora verso Belfast Central con treni aggiuntivi nelle ore di punta. La domenica la frequenza di un treno ogni due ore è costante per tutto il corso della giornata, ma il capolinea meridionale è Great Victoria Street. 

## Servizi ferroviari
- Belfast-Larne

## Servizi
- Biglietteria self-service
- Annuncio sonoro arrivo e partenza treni